# Jorge Garcia

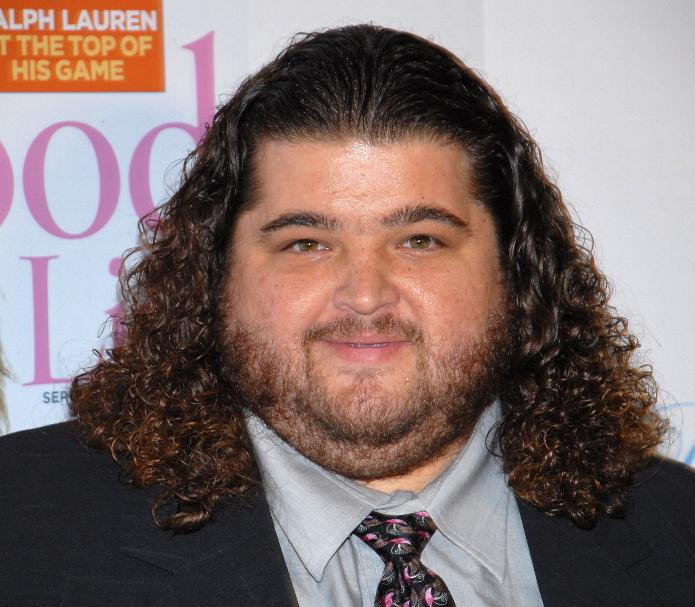
Jorge Garcia 2007

Jorge Garcia, född 28 april, 1973 i Omaha i Nebraska, är en amerikansk skådespelare. Han spelade rollen Hurley i TV-serien Lost. Han är av kubansk och chilensk härkomst.

## Filmografi
- 1997 – Raven's Ridge ... som Monty
- 1999 – Tomorrow by Midnight ... som Jay
- 2000 – King of the Open Mics ... som Meatloag
- 2002 – The Slow and the Cautious ... som Teddy
- 2003 – Old School ... som Jorge
- 2004 – Happily Even After ... som Chris
- 2004 – Our Time Is Up ... som Trädgårdsmästare
- 2004 – The Good Humor Man ... som Mt. Rushmore
- 2005 – Little Athens ... som Pedro
- 2006 – Deck the Halls ... som Wallace
- 2007 – Sweetzer ... som Sergio
- 2004-2010 - Lost ... som Hugo "Hurley" Reyes
- 2012 – Alcatraz ... som Dr. Diego "Doc" Soto